# Morven Christie
Morven Christie, rodným jménem Lynne Christie (* 1. září 1981, Helensburgh, Strathclyde, Skotsko, Spojené království) je skotská herečka.
Herectví vystudovala v roce 2003 v Londýně v Londýnském dramatickém centru (Drama Centre London).
V roce 2006 si zahrála v dramatu Romeo a Julie v Královské Skakesparovské společnosti (Royal Shakespeare Company).
V současnosti žije v severním Londýně.

## Filmografie
- 2004 The Second Quest (televizní film)
- 2005 9 hráčů se smrtí
- 2005 Létající Skot
- 2005 Smrt po internetu
- 2007 Oliver Twist (televizní film)
- 2009 Královna Viktorie (Watsonová, osobní komorná královny Viktorie)